# Michail Davydovič Vol'pin
Michail Davydovič Vol'pin (in russo Михаил Давыдович Вольпин?; Mogilëv, 28 dicembre 1902 – Mosca, 21 luglio 1988) è stato un drammaturgo, poeta e sceneggiatore sovietico.
È stato insignito nel 1951 del Premio Stalin di secondo grado.

## Filmografia parziale

### Sceneggiatore
- Volga, Volga (1938)
- Fedja Zajcev (1948)
- Uomini coraggiosi (1950)
- Skazka o rybake i rybke (1950)
- L'incantesimo dello gnomo (1955)
- Storia di un crimine (1962)
- Carevič Proša (Царевич Проша) (1974)